# Trill Entertainment
Trill Entertainment – wytwórnia płytowa, specjalizująca się w muzyce z gatunku hip-hop. Początkowo siedziba była umiejscowiona w Baton Rouge w stanie Luizjana, a obecnie znajduje się w Atlancie w stanie Georgia.

## Artyści
- Lil Boosie
- Webbie
- Foxx
- 3 Deep (Lil' Phat, Shell & Mouse)
- Lil' Trill
- Big Head
- KaDe
- Lil Phat

## Producenci
- Mouse on Tha Track
- B.J. Tha New Orleans Runna
- Savage

## Dyskografia
| Informacje o albumie |
| --- |
| Lil Boosie & Webbie – Ghetto Stories - Data wydania: 1 stycznia, 2003 - Notowania: - RIAA certyfikacja: - Single: |
| Lil Boosie & Webbie – Gangsta Musik - Data wydania: 17 maja, 2005 - Notowania: U.S. R&B: 56 - RIAA certyfikacja: - Single: |
| Webbie – Savage Life - Data wydania: 21 czerwca, 2005 - Notowania: U.S.: 8, U.S. R&B: 4, U.S. Rap: 4 - RIAA certyfikacja: - Single: "Give Me That", "Bad Bitch [Remix]" (featuring Trina), "How U Ridin"                                                                           |
| Lil Boosie – Bad Azz - Data wydania: 24 października, 2006 - Notowania: U.S.: 18, U.S. R&B: 2, U.S. Rap: 1 - RIAA certyfikacja: - Single: "Zoom" (featuring Yung Joc) |
| Trill Fam - Trill Entertainment Presents: Survival of the Fittest - Data wydania: 24 marca, 2007 (U.S.) - Notowania: U.S.: 14, U.S. R&B: 3, U.S. Rap: 2 - RIAA certyfikacja: - Single: "Wipe Me Down" (performing Lil Boosie, Foxx & Webbie), "Watch My Shoes" (wykonawca: 3 Deep) |
| Foxx - Street Gossip - Data wydania: 18 września, 2007 - Notowania: - RIAA certyfikacja: - Single: |
| Webbie – Savage Life 2 - Data wydania: 26 lutego, 2008 - Notowania: U.S.: 4, U.S. R&B: 1, U.S. Rap: 1 - RIAA certyfikacja: - Single: "Independent" (featuring Lil Phat & Lil Boosie), "I Miss you" (featuring Letoya Luckett)                                                      |
| Lil Boosie - Superbad: The Return of Boosie Bad Azz - Data wydania: 15 września, 2009 - Notowania: U.S.: 7, U.S. R&B: 4, U.S. Rap: 3 - RIAA certyfikacja: - Single: "Better Believe It" (featuring Young Jeezy & Webbie)                                                           |
| Lil Boosie - Incarcerated - Data wydania: 28 września, 2010 - Notowania: - RIAA certyfikacja: - Single: "The Rain" (featuring Lil Trill) |
| Trill Fam - Trill Entertainment Presents: All or Nothing - Data wydania: 9 listopada, 2010 - Notowania: - RIAA certyfikacja: - Single: "My People" (performing Webbie) "Turn The Beat Up" (performing Lil' Phat, Lil' Trill, Foxx, Lil Boosie & Webbie)                            |
| Webbie - Savage Life 3 - Data wydania: 9 listopada, 2010 - Notowania: - RIAA certyfikacja: - Single: |
| Foxx - Man In The Mirror - Data wydania: ? - Notowania: - RIAA certyfikacja: - Single: |
| 3 Deep - 365 days - Data wydania: ? - Notowania: - RIAA certyfikacja: - Single: "Do It Stick It" (2007), "Flexible" (2008), |